# Takeichi Kenji
Kenji Takeichi (sinh ngày 25 tháng 6 năm 1977) là một cầu thủ bóng đá người Nhật Bản.

## Sự nghiệp câu lạc bộ
Kenji Takeichi đã từng chơi cho Bellmare Hiratsuka.